# Campeonato Mundial de Atletismo em Pista Coberta de 2010 - 3000 m masculino
A prova dos 3000 metros masculino do Campeonato Mundial de Atletismo em Pista Coberta de 2010 foi disputada entre 12 e 14 de março no ASPIRE Dome, em Doha.

## Recordes
Antes desta competição, os recordes mundiais e do campeonato nesta prova eram os seguintes:
| Tipo                  | Atleta             | Tempo   | Local     | Data                   |
| --------------------- | ------------------ | ------- | --------- | ---------------------- |
|                       | Daniel Komen       | 7:24.90 | Budapeste | 6 de fevereiro de 1998 |
| Recorde do campeonato | Haile Gebrselassie | 7:34.71 | Paris     | 9 de março de 1997     |

## Medalhistas
| Ouro                | Prata                | Bronze                  |
| Bernard Lagat (USA) | Sergio Sánchez (ESP) | Sammy Alex Mutahi (KEN) |

## Resultados

### Eliminatórias
Estes são os resultados das eliminatórias. Os 18 atletas inscritos foram divididos em duas baterias, se classificando para a final os quatro melhores de cada bateria (Q) mais os quatro melhores tempos no geral (q).
| Bateria 1 | Bateria 1                   | Bateria 1 | Bateria 1            |
| Pos.      | Atleta                      | Tempo     | Notas                |
| --------- | --------------------------- | --------- | -------------------- |
| 1         | KEN Augustine Kiprono Choge | 7:43.80   | Q                    |
| 2         | ETH Dejen Gebremeskel       | 7:44.26   | Q,                   |
| 3         | ESP Sergio Sánchez          | 7:44.33   | Q                    |
| 4         | QAT James Kwalia            | 7:44.61   | Q,                   |
| 5         | ERI Hais Welday             | 7:45.44   | q,                   |
| 6         | MAR Hicham Bellani          | 7:50.46   | q                    |
| 7         | AZE Hayle Ibrahimov         | 8:05.43   | Recorde pessoal      |
| 8         | BHR Tareq Mubarak Taher     | 8:14.67   | Recorde da temporada |
| 9         | MDA Ion Luchianov           | 8:15.91   | Recorde da temporada |

| Bateria 2 | Bateria 2              | Bateria 2 | Bateria 2            |
| Pos.      | Atleta                 | Tempo     | Notas                |
| --------- | ---------------------- | --------- | -------------------- |
| 1         | USA Bernard Lagat      | 7:59.99   | Q,                   |
| 2         | ETH Tariku Bekele      | 8:00.29   | Q                    |
| 3         | KEN Sammy Alex Mutahi  | 8:00.53   | Q                    |
| 4         | ESP Jesús España       | 8:00.65   | Q                    |
| 5         | USA Galen Rupp         | 8:00.90   | q,                   |
| 6         | QAT Essa Ismail Rashed | 8:01.08   | q                    |
| 7         | ISR Gezachw Yossef     | 8:03.62   | Recorde da temporada |
| 8         | GBR Scott Overall      | 8:08.02   |                      |
| 9         | TAN Marco Joseph       | 8:22.18   | Recorde pessoal      |

### Final
Estes são os resultados da final:
| Pos.              | Atleta                      | Tempo   | Notas                |
| ----------------- | --------------------------- | ------- | -------------------- |
| Medalha de ouro   | USA Bernard Lagat           | 7:37.97 | Recorde da temporada |
| Medalha de prata  | ESP Sergio Sánchez          | 7:39.55 |                      |
| Medalha de bronze | KEN Sammy Alex Mutahi       | 7:39.90 |                      |
| 4                 | ETH Tariku Bekele           | 7:40.10 |                      |
| 5                 | USA Galen Rupp              | 7:42.40 | Recorde pessoal      |
| 6                 | ESP Jesús España            | 7:42.82 | Recorde da temporada |
| 7                 | MAR Hicham Bellani          | 7:44.15 |                      |
| 8                 | QAT James Kwalia            | 7:46.12 |                      |
| 9                 | QAT Essa Ismail Rashed      | 7:47.94 | Recorde da temporada |
| 10                | ETH Dejen Gebremeskel       | 7:48.69 |                      |
| 11                | KEN Augustine Kiprono Choge | 7:53.42 |                      |
| 12                | ERI Hais Welday             | 8:04.10 |                      |

Legenda
| Recorde mundial       | Recorde mundial (World record)               |                       | Recorde africano                      | Recorde africano (African) |                                           | Q | Classificado por posição (Qualified) |
| Recorde do campeonato | Recorde do campeonato (Championship record)  | Recorde da América    | Recorde da América (Americas)         | q                          | Classificado por melhor tempo (Qualified) |   |                                      |
| Melhor marca do ano   | Melhor marca do ano (World leading)          | Recorde asiático      | Recorde asiático (Asian)              | DNS                        | Não largou (Did not start)                |   |                                      |
| Recorde nacional      | Recorde nacional (National record)           | Recorde europeu       | Recorde europeu (European)            | DNF                        | Não terminou (Did not finish)             |   |                                      |
| Recorde pessoal       | Recorde pessoal do atleta (Personal best)    | Recorde da Oceania    | Recorde da Oceania (Oceania)          | DSQ / DQ                   | Desclassificado (Disqualified)            |   |                                      |
| Recorde da temporada  | Recorde da temporada do atleta (Season best) | Recorde sul-americano | Recorde sul-americano (South America) | NM                         | Sem marca (No mark)                       |   |                                      |